# マット・ボーン
マット・ボーン（Matt Borne、本名：Matthew Wade Osborne、1957年7月27日 - 2013年6月28日）は、アメリカ合衆国のプロレスラー。ペンシルベニア州エルウッド・シティ出身。
日本では「ゴリラ男」の異名で呼ばれた "タフ" トニー・ボーンの息子であり、WWEに登場するドインク・ザ・クラウン（Doink the Clown）のオリジナル版として知られる。

## 来歴
父親のトニー・ボーンも主戦場としていた太平洋岸北西部のパシフィック・ノースウエスト・レスリング（PNW）にて、1978年にデビュー。ロディ・パイパー、ヘクター・ゲレロ、ダッチ・サベージ、アドリアン・アドニス、リック・マーテル、ロン・バスらと対戦してキャリアを積んだ後、1980年よりノースカロライナのジム・クロケット・プロモーションズに参戦。同年6月2日、バズ・ソイヤーと組んでジミー・スヌーカ&アイアン・シークからNWAミッドアトランティック・タッグ王座を奪取、9月28日にザ・シープハーダーズに敗れるまで戴冠した。
その後はPNWに戻り、1981年4月29日にバディ・ローズを破ってNWAパシフィック・ノースウエスト・ヘビー級王座を獲得。PNWでは当初はベビーフェイスのポジションだったが、1982年より "マニアック" マット・ボーン（"Maniac" Matt Borne）を名乗ってヒールに転向、リップ・オリバーをパートナーにロッキー・ジョンソン&キング・パーソンズやラリー・ヘニング&カート・ヘニングとタッグ王座を争った。
以後はアメリカ南部を転戦し、ビル・ワットの主宰するMSWAではテッド・デビアスやジム・ドゥガンとラット・パック（The Rat Pack）なるユニットを結成。1982年10月27日、デビアスと組んでジャンクヤード・ドッグ&ミスター・オリンピアからミッドサウス・タッグ王座を奪取している。1983年はアーン・アンダーソンと新チームのデストラクション・インク（Destruction Inc.）を結成して、ジム・バーネットの運営するジョージア・チャンピオンシップ・レスリングで活動した。
1985年、ヒールのジョバーとしてWWFに登場。3月31日にMSGにて開催された『レッスルマニア』の第1回大会にも出場し、リッキー・スティムボートの対戦相手を務めた。4月22日のMSG定期戦では、日本から遠征してきた藤波辰巳とも対戦している。6月には新日本プロレスに初来日。ブルーザー・ブロディのパートナーにも起用され、アントニオ猪木ともタッグマッチで対戦した。以降も中堅外国人のポジションで1980年代末まで新日本プロレスに度々来日した。
1986年からはテキサス州ダラスのWCWA（旧WCCW）に参戦、9月1日には旧友バズ・ソイヤーとのコンビでクリス・アダムス&ランス・フォン・エリックをトーナメントの決勝で破り、WCWA世界タッグ王座の初代チャンピオン・チームとなった。WCWAがテネシー州メンフィスのCWAと合併して1989年よりUSWAが発足すると、後継タイトルのUSWA世界タッグ王座にもジェフ・ジャレットと組んで戴冠。シングルでは、USWAの認定王座となったテキサス・ヘビー級王座を1990年5月25日にケリー・フォン・エリックから奪取している。
1991年、ビッグ・ジョッシュ（Big Josh）なるランバージャック・ギミックのベビーフェイスとしてWCWに登場。同年8月5日、ダスティン・ローデス&トム・ジンクとのトリオでファビュラス・フリーバーズ（マイケル・ヘイズ、ジミー・ガービン、バッドストリート）を破りWCW世界6人タッグ王座を獲得、1992年1月14日にはロン・シモンズと組んでUSタッグ王座にも戴冠したが、成功には至らなかった。

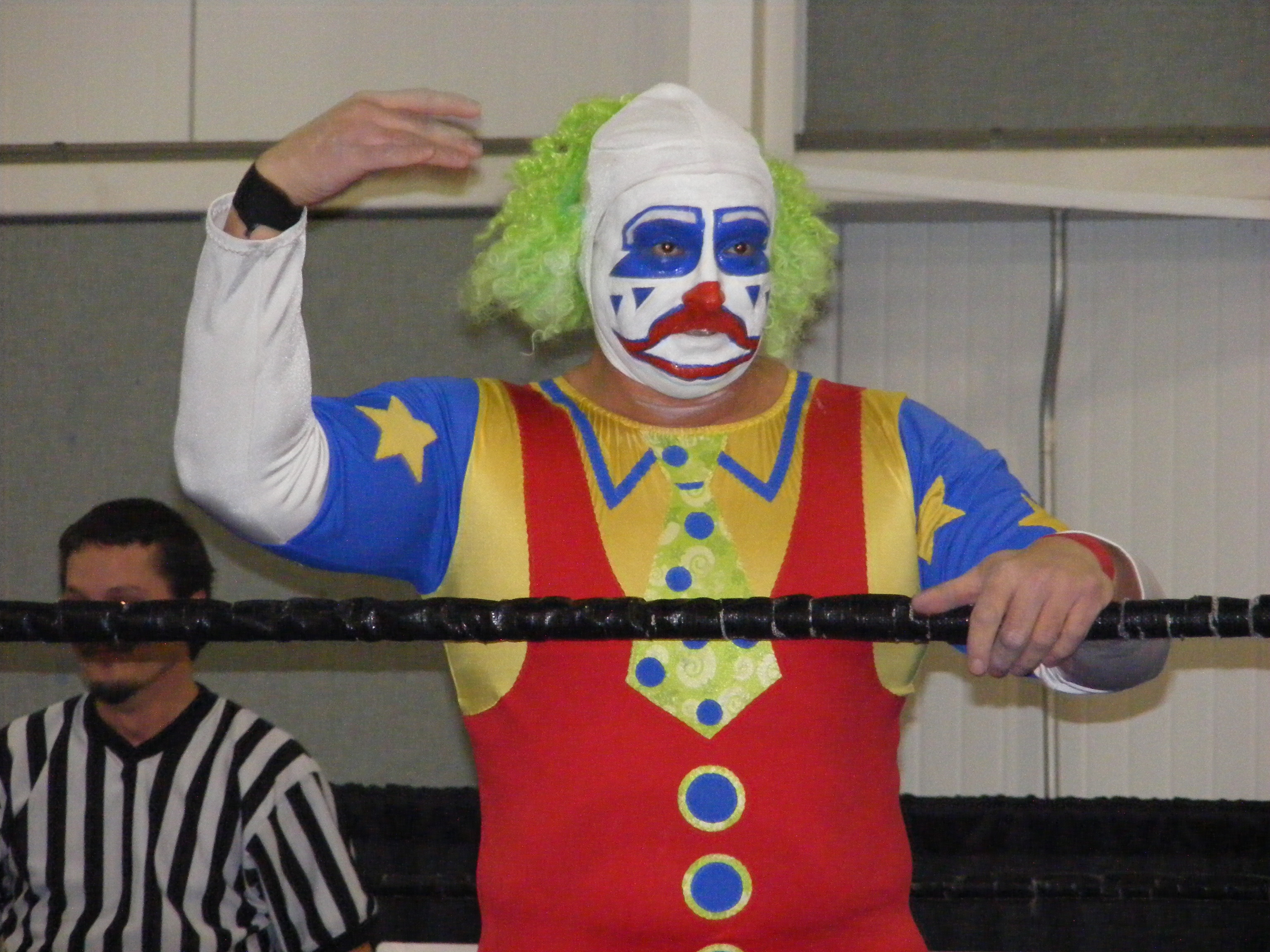
ドインク・ザ・クラウン

1992年末にWWFと再契約し、翌1993年1月より、ピエロの扮装とフェイスペイントを施したヒール、ドインク・ザ・クラウン（Doink the Clown）に変身して『マンデー・ナイト・ロウ』に出現。登場当初はリングサイドや花道に現れて観客を相手に悪ふざけをするだけだったが、次第にベビーフェイスの試合に干渉するようになり、子供に人気のあったクラッシュとの抗争がスタート。4月4日の『レッスルマニアIX』では2人目のドインクに扮したスティーブ・カーンの介入でクラッシュから勝利を収めた。ジェリー・ローラーとも共闘し、8月30日の『サマースラム1993』では当時ローラーと抗争していたブレット・ハートと対戦。この試合での敗戦によりローラーと仲間割れしてベビーフェイスに転向するも、薬物（コカイン）の乱用が発覚して1993年末にWWFを解雇された。以後、ベビーフェイス版のドインク・ザ・クラウンはスティーブ・ロンバルディなどのジョバーが扮することとなった。
1994年はECWに参戦。WWF時代と同様にドインクのリングネームとギミックを用いて数試合を行った後、シェーン・ダグラスと結託して、"マニアック" マット・ボーンへの回帰とキリスト教の「新生」とのダブル・ミーニングであるボーン・アゲイン（Borne Again）に改名。コスチュームは変わらないものの、フェイス・ペイントは右眼の周囲だけに施して素顔を表し、サイコパス系のヒールに転じたが短期間で離脱している。以降はリングネームをマット・ボーンに戻してインディー団体を転戦。1996年11月にはドインク・ザ・クラウンとしてWARに来日、後楽園ホールにて怨霊とのペイントレスラー対決を行った。
セミリタイア後は2005年8月27日、地元のペンシルベニアで開催されたリユニオン・イベント "WrestleReunion" にオリジナル・イーヴィル・クラウン（The Original Evil Clown）を名乗って登場、スティーブ・コリノ、アンドリュー "テスト" マーチン、マスクド・スーパースターと組み、ダスティ・ローデス、トム・プリチャード、ディーロ・ブラウン、ブルー・ミーニーとの8人タッグマッチに出場した。近年もインディー団体にてドインクのギミックを復活させており、2010年5月8日にはラット・パック時代の盟友ジム・ドゥガンとのレジェンド対決がニューヨークのPWS（Pro Wrestling Syndicate）にて行われた。
2013年6月28日、テキサス州プラノの愛人宅にて遺体で発見された（死因は不明）。55歳没。
なお、2000年代よりWWEでドインク・ザ・クラウンが単発的に復活しているが、2003年7月にニコラス・ディンスモアが演じた以外は正体が明らかにされていない。しかし、2007年12月10日のWWE『ロウ』15周年記念特番のバトルロイヤルに出場したドインクは、オリジナルのマット・ボーンともされている。

## 得意技
- Stump Puller （スタンディング式変形リバース・ボストン・クラブ）
- Whoopie Cushion （トップロープからのダイビング・ヒップドロップ）
- ジャーマン・スープレックス
- ベリー・トゥ・ベリー・スープレックス
- DDT
- V1アームロック

## 獲得タイトル
ジム・クロケット・プロモーションズ
- NWAミッドアトランティック・タッグ王座：1回（w / バズ・ソイヤー）[6]

パシフィック・ノースウエスト・レスリング
- NWAパシフィック・ノースウエスト・ヘビー級王座：1回[7]
- NWAパシフィック・ノースウエスト・タッグ王座：4回（w / スティーブ・リーガル×2、リップ・オリバー×2）[8]

MSWA
- ミッドサウス・タッグ王座：1回（w / テッド・デビアス）[11]

WCWA / USWA
- WCWA世界タッグ王座：2回（w / バズ・ソイヤー、ジェフ・ジャレット）[17]
- USWA世界タッグ王座：2回（w / ジェフ・ジャレット）[18]
- WCWA / USWAテキサス・ヘビー級王座：2回[19]

WCW
- WCW世界6人タッグ王座：1回（w / ダスティン・ローデス&トム・ジンク）[21]
- WCW USタッグ王座：1回（w / ロン・シモンズ）[22]